# De libero arbitrio διατριβή sive collatio
De libero arbitrio διατριβή sive collatio ('Gesprek of verzameling uitspraken over de vrije wilskeuze') is een boek van Desiderius Erasmus uit 1524. Het was een polemiek tegen de leer van Maarten Luther en meer bepaald diens ideeën over de vrije wil. 
Met zijn titel plaatste Erasmus zich in een antieke traditie. Een diatribe was een intellectuele dialoog in een levendige stijl, een collatio kon een bespreking zijn, een vergelijking van meningen of – in meer technische zin – een verzameling bijbelplaatsen over een bepaald thema. Het onderwerp van de vrije wil ging terug op Augustinus van Hippo en raakte de kern van het geschil tussen de Rooms-Katholieke Kerk en de lutheranen. Luther geloofde dat de mensheid haar vrije wil was verloren door de zondeval en dat goddelijke predestinatie alles beheerste. Hij wilde het volle gewicht geven aan de almacht en de genade van God, terwijl Erasmus enige ruimte wilde laten voor het menselijk handelen.

## Nederlandse vertaling
- Erasmus, "Gesprek of verzameling uitspraken over de vrije wilskeuze", vert. Jan Bloemendal, in: Verzameld werk van Desiderius Erasmus, vol. 6, Theologie, 2015. ISBN 9025307876

- Gemeinsame Normdatei: 4330075-3
- Nationale Bibliotheek van Tsjechië: aun2006372829